# Loreglia
Loreglia est une commune de la province du Verbano-Cusio-Ossola dans le Piémont en Italie.

## Administration
| Période                                  | Période  | Identité              | Étiquette | Qualité |
| ---------------------------------------- | -------- | --------------------- | --------- | ------- |
| 14 juin 2004                             | En cours | Paolo Marchesa Grandi |           |         |
| Les données manquantes sont à compléter. |          |                       |           |         |

### Hameaux
Chesio

### Communes limitrophes
Casale Corte Cerro, Germagno, Ornavasso, Quarna Sopra, Valstrona